# 格拉姆武薩群島

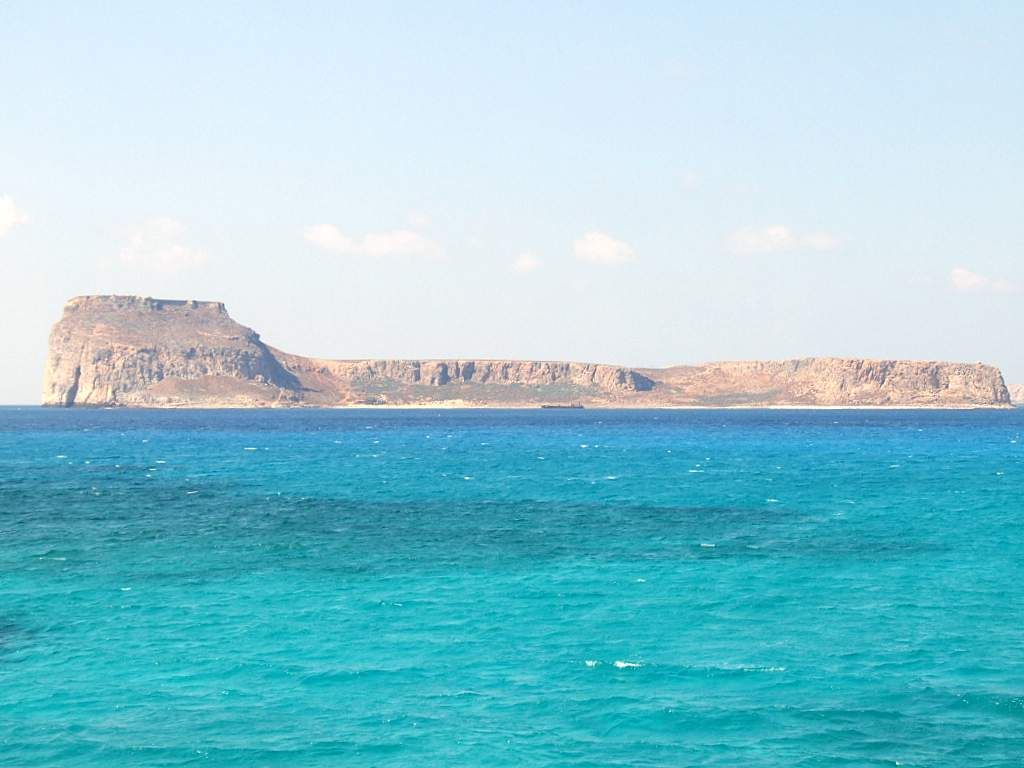

35°36′0″N 23°34′6″E / 35.60000°N 23.56833°E
格拉姆武薩群島（羅馬化：Gramvousa chanion）是希臘的群島，位於克里特島西北面，由2個島嶼組成，行政方面由克里特大区哈尼亚专区基萨莫斯市镇負責管轄，附近藍綠色的海水吸引遊客前往該島群參觀。